# Stare Gonne
Stare Gonne (niem. Westgönne) – wieś sołecka w Polsce położona w województwie zachodniopomorskim, w powiecie drawskim, w gminie Czaplinek. W latach 1975–1998 miejscowość administracyjnie należała do województwa koszalińskiego. W roku 2007 wieś liczyła 35 mieszkańców. Najbardziej na północ położona miejscowość gminy.

## Geografia
Wieś leży ok. 14 km na północ od Czaplinka, ok. 4 km na wschód od drogi wojewódzkiej nr 163.